# جامع بيان العلم وفضله
جامع بيان العلم وفضله هو كتاب عن فضل العلم وطلبه، ألفه الحافظ ابن عبد البر (368 هـ - 463 هـ)، يذكر المؤلف معنى العلم وفضل طلبه وحمد السعي فيه والعناية به، ويبين فساد القول في دين الله بغير علم، وتحريم الحكم بغير حجة أو دليل، وتحدث ابن عبد البر أيضاً عن آداب التعلم وما يلزم العالم والمتعلم التخلق به والمواظبة عليه، مورداً الكثير من الأحاديث النبوية والآثار في هذا الموضوع.

## أقسام الكتاب
قسم ابن عبد البر الكتاب إلى أبواب كثيرة، وجعل لكل باب عنواناً يحمل إشارة مختصرة لمضمون أحاديث الباب، ولم يقتصر المصنف على ذكر المرفوعات فحسب بل ذكر كذلك الموقوف والمقطوع، فضلاً عن جملة كبيرة من الأشعار المستجادة المتعلقة بموضوع الكتاب، وهو في كل هذا يسوق النصوص بأسانيده، ولكنه يقف في بعض المواضع ناقداً ومحللاً ومستخلصاً للقواعد العامة من النصوص.

## وصلات خارجية
- تحميل كتاب جامع بيان العلم وفضله المكتبة الوقفية
- تحميل كتاب جامع بيان العلم وفضله المكتبة الشاملة

لا توجد روابط لمواقع التواصل الاجتماعي.